# 青田会
青田会（あおたかい）は、千葉県山武市に本部を置く暴力団。指定暴力団・住吉会の二次団体。

## 略歴
初代は幸平一家十代目総長だった青田富太郎。
府中市・台東区・千葉県等を縄張りとしている。
府中初代・鼈甲家五代目・泉水十代目・関東長者町会・井之内六代目・水戸家四代目が加盟して構成されている。

## 歴代
- 初代・青田 富太郎 (港会会長)
- 二代目・児玉 明 (住吉会最高顧問)
- 三代目・長久保 征夫 (住吉会常任相談役)

## 最高幹部
- 会長 - 長久保征夫 (住吉会筆頭常任相談役・初代府中一家総長)
- 最高顧問 - 宮坂政義 (六代目鼈甲家一家最高名誉顧問)
- 会長代行 - 吉永健二 (住吉会会長補佐・初代府中一家総長代行)
- 特別相談役 - 菊池正夫 (住吉会副会長補佐・関東長者町会常任相談役)
- 理事長 - 小林雄二郎 (住吉会当代副会長・六代目鼈甲家一家総長)
- 幹事長 - 斉藤行夫 (住吉会会長補佐・十一代目泉水一家総長)
- 本部長- 齋藤忠久 (住吉会当代副会長・七代目井之内一家総長)
- 組織委員長 - 畠山茂治 (住吉会副会長・関東長者町会理事長)
- 渉外委員長 - 渡邉栄治 (住吉会副会長・十一代目泉水一家総長代行)
- 慶弔委員長兼総本部局長 - 遠矢裕之 (住吉会副会長・初代府中一家理事長)